# Chicago P.D.
Chicago P.D. (Policías de Chicago en Hispanoamérica) es una serie de televisión estadounidense creada por Dick Wolf y Matt Olmstead, estrenada el 8 de enero de 2014 por la cadena NBC, es la segunda entrega de la franquicia One Chicago. Es una serie derivada de Chicago Fire.  La serie está protagonizada por Jason Beghe en el papel del sargento Henry "Hank" Voight. La trama sigue de cerca tanto a los agentes de patrulla uniformados como a los miembros de la Unidad de Inteligencia del Distrito 21 del Departamento de Policía de Chicago, quienes trabajan para capturar a los responsables de los delitos callejeros más graves de la ciudad de Chicago. 
En marzo de 2024, la serie fue renovada para una duodécima temporada, que se estrenó el 25 de septiembre de 2024. En mayo de 2025, la serie fue renovada para una decimotercera temporada.

## Argumento
La historia se desarrolla en el ficticio Distrito 21 del Departamento de Policía de Chicago, que incluye a los agentes de patrulla y a la Unidad de Inteligencia. Esta última es dirigida por el sargento Hank Voight (interpretado por Jason Beghe). 
La serie muestra las operaciones policiales diarias de ambas divisiones mientras enfrentan diversas formas de delincuencia. Voight debe adaptarse a cambios en el contexto geopolítico y modificar sus estrategias para hacer frente a los desafíos éticos que plantea el entorno urbano de la ciudad. 

## Reparto y personajes

### Reparto principal
| Actor                 | Personaje           | Temporada  | Temporada | Temporada | Temporada  | Temporada | Temporada | Temporada | Temporada | Temporada | Temporada | Temporada | Temporada |
| Actor                 | Personaje           | 1          | 2         | 3         | 4          | 5         | 6         | 7         | 8         | 9         | 10        | 11        | 12        |
| --------------------- | ------------------- | ---------- | --------- | --------- | ---------- | --------- | --------- | --------- | --------- | --------- | --------- | --------- | --------- |
| Jason Beghe           | Henry "Hank" Voight | Principal  | Principal | Principal | Principal  | Principal | Principal | Principal | Principal | Principal | Principal | Principal | Principal |
| Jon Seda              | Antonio Dawson      | Principal  | Principal | Principal | Principal  | Principal | Principal |           |           |           |           |           |           |
| Sophia Bush           | Erin Lindsay        | Principal  | Principal | Principal | Principal  |           |           |           |           |           |           |           |           |
| Jesse Lee Soffer      | Jay Halstead        | Principal  | Principal | Principal | Principal  | Principal | Principal | Principal | Principal | Principal | Principal |           |           |
| Patrick Flueger       | Adam Ruzek          | Principal  | Principal | Principal | Principal  | Principal | Principal | Principal | Principal | Principal | Principal | Principal | Principal |
| Marina Squerciati     | Kim Burgess         | Principal  | Principal | Principal | Principal  | Principal | Principal | Principal | Principal | Principal | Principal | Principal | Principal |
| LaRoyce Hawkins       | Kevin Atwater       | Principal  | Principal | Principal | Principal  | Principal | Principal | Principal | Principal | Principal | Principal | Principal | Principal |
| Archie Kao            | Sheldon Jin         | Principal  |           |           |            |           |           |           |           |           |           |           |           |
| Elias Koteas          | Alvin Olinsky       | Principal  | Principal | Principal | Principal  | Principal |           |           |           |           |           | Invitado  |           |
| Amy Morton            | Trudy Platt         | Recurrente | Principal | Principal | Principal  | Principal | Principal | Principal | Principal | Principal | Principal | Principal | Principal |
| Brian Geraghty        | Sean Roman          |            | Principal | Principal |            |           |           | Invitado  |           |           |           |           |           |
| Tracy Spiridakos      | Hailey Upton        |            |           |           | Recurrente | Principal | Principal | Principal | Principal | Principal | Principal | Principal |           |
| Lisseth Chavez        | Vanessa Rojas       |            |           |           |            |           |           | Principal |           |           |           |           |           |
| Benjamin Levy Aguilar | Dante Torres        |            |           |           |            |           |           |           |           | Invitado  | Principal | Principal | Principal |
| Toya Turner           | Kiana Cook          |            |           |           |            |           |           |           |           |           |           |           | Principal |

## Episodios
| Temporada | Temporada | Episodios | Episodios | Emisión original         | Emisión original    |
| Temporada | Temporada | Episodios | Episodios | Primera emisión          | Última emisión      |
| --------- | --------- | --------- | --------- | ------------------------ | ------------------- |
|           | Intro     | Intro     | Intro     | 15 de mayo de 2013       | 15 de mayo de 2013  |
|           | 1         | 15        | 15        | 8 de enero de 2014       | 21 de mayo de 2014  |
|           | 2         | 23        | 23        | 24 de septiembre de 2014 | 20 de mayo de 2015  |
|           | 3         | 23        | 23        | 30 de septiembre de 2015 | 25 de mayo de 2016  |
|           | 4         | 23        | 23        | 21 de septiembre de 2016 | 17 de mayo de 2017  |
|           | 5         | 22        | 22        | 27 de septiembre de 2017 | 9 de mayo de 2018   |
|           | 6         | 22        | 22        | 26 de septiembre de 2018 | 22 de mayo de 2019  |
|           | 7         | 20        | 20        | 25 de septiembre de 2019 | 15 de abril de 2020 |
|           | 8         | 16        | 16        | 11 de noviembre de 2020  | 26 de mayo de 2021  |
|           | 9         | 22        | 22        | 22 de septiembre de 2021 | 25 de mayo de 2022  |
|           | 10        | 22        | 22        | 21 de septiembre de 2022 | 24 de mayo de 2023  |
|           | 11        | 13        | 13        | 17 de enero de 2024      | 22 de mayo de 2024  |
|           | 12        | —         | —         | 25 de septiembre de 2024 | —                   |

## Desarrollo
En marzo de 2013 se dio a conocer la búsqueda de un spin-off de la serie Chicago Fire, el cual sería desarrollado por los creadores y productores ejecutivos Derek Haas, Michael Brandt, Matt Olmstead y Dick Wolf. La serie estaría centrada en el Departamento de Policía de Chicago.
En mayo del mismo año la cadena NBC aprobó la realización de la serie que comenzó a rodar en septiembre.
En un principio el elenco había estado constituido por Tania Raymonde, Kelly Blatz, Scott Eastwood, Melissa Sagemiller, Jason Beghe y Jon Seda, pero solo estos dos últimos permanecieron en el elenco. En junio de 2013 se anunció la participación en la serie del actor Jesse Lee Soffer y en agosto del mismo año la de la actriz Sophia Bush como Erin Lindsay y el actor Patrick Flueger como Adam Ruzek.
El 27 de febrero de 2020, NBC renovó la serie por su octava, novena y décima temporada. La décima temporada se estrenó el 21 de septiembre de 2022. El 10 de abril de 2023, NBC renovó la serie para una undécima temporada. La undécima temporada se estrenó el 17 de enero de 2024. El 21 de marzo de 2024, NBC renovó la serie para una duodécima temporada. La duodécima temporada se estrenó el 25 de septiembre de 2024. El 5 de mayo de 2025, NBC renovó la serie para una decimotercera temporada.

## Emisión
En el Reino Unido se transmite por 5USA. En Latinoamérica se transmite por Universal Channel desde el 13 de mayo de 2014. En España se transmite por La 1 desde el 6 de agosto de 2015, pero tras 6 episodios en prime time, la cadena decidió moverla a la madrugada. Tiempo después la cadena La 1 decidió detener la transmisión de la serie. En agosto de 2016 la cadena de pago Calle 13 adquirió los derechos de emisión de la producción, que comenzó a emitir capítulos dobles semanalmente desde el 5 de octubre de 2016.

## Recepción

### Audiencias
| Temporada | Horario (ET)          | Episodios | Primera emisión          | Primera emisión      | Última emisión      | Última emisión       | Ranking | Promedio de espectadores (millones) |
| Temporada | Horario (ET)          | Episodios | Fecha                    | Audiencia (millones) | Fecha               | Audiencia (millones) | Ranking | Promedio de espectadores (millones) |
| --------- | --------------------- | --------- | ------------------------ | -------------------- | ------------------- | -------------------- | ------- | ----------------------------------- |
| 1         | Miércoles 10:00 p. m. | 15        | 8 de enero de 2014       | 8.59                 | 21 de mayo de 2014  | 6.27                 | 50      | 8.03                                |
| 2         | Miércoles 10:00 p. m. | 23        | 24 de septiembre de 2014 | 8.51                 | 20 de mayo de 2015  | 7.21                 | 51      | 8.74                                |
| 3         | Miércoles 10:00 p. m. | 23        | 30 de septiembre de 2015 | 6.65                 | 25 de mayo de 2016  | 6.88                 | 47      | 8.71                                |
| 4         | Miércoles 10:00 p. m. | 23        | 21 de septiembre de 2016 | 6.87                 | 17 de mayo de 2017  | 6.50                 | 36      | 8.48                                |
| 5         | Miércoles 10:00 p. m. | 22        | 27 de septiembre de 2017 | 6.11                 | 9 de mayo de 2018   | 6.34                 | 24      | 10.32                               |
| 6         | Miércoles 10:00 p. m. | 22        | 26 de septiembre de 2018 | 7.14                 | 22 de mayo de 2019  | 6.59                 | 18      | 11.18                               |
| 7         | Miércoles 10:00 p. m. | 20        | 25 de septiembre de 2019 | 6.49                 | 15 de abril de 2020 | 7.82                 | 11      | 11.23                               |
| 8         | Miércoles 10:00 p. m. | 16        | 11 de noviembre de 2020  | 6.43                 | 26 de mayo de 2021  | 6.33                 | 10      | 9.73                                |
| 9         | Miércoles 10:00 p. m. | 22        | 22 de septiembre de 2021 | 6.54                 | 25 de mayo de 2022  | 5.98                 | 13      | 9.15                                |
| 10        | Miércoles 10:00 p. m. | 22        | 21 de septiembre de 2022 | 5.48                 | 24 de mayo de 2023  | 4.76                 | 13      | 8.27                                |
| 11        | Miércoles 10:00 p. m. | 13        | 17 de enero de 2024      | 5.82                 | 22 de mayo de 2024  | 4.89                 |         |                                     |
| 12        | Miércoles 10:00 p. m. | 22        | 25 de septiembre de 2024 | 4.31                 | 22 de mayo de 2025  | 4.75                 |         |                                     |

### Premios y nominaciones
| Año  | Premiación             | Categoría                                                        | Nominado(s)    | Resultado | Ref.   |
| ---- | ---------------------- | ---------------------------------------------------------------- | -------------- | --------- | ------ |
| 2014 | Imagen Awards          | Mejor Programa de Televisión en Horario Estelar: Drama o Comedia | «Chicago P.D.» | Nominado  | [ 57 ] |
| 2014 | Imagen Awards          | Mejor Actor de Reparto / Televisión                              | Jon Seda       | Ganador   | [ 57 ] |
| 2017 | People's Choice Awards | Mejor actriz de TV en una serie criminal                         | Sophia Bush    | Nominada  | [ 58 ] |